# Osteospermum rigidum
Osteospermum rigidum là một loài thực vật có hoa trong họ Cúc. Loài này được Aiton mô tả khoa học đầu tiên.